# Stato cuscinetto
Uno Stato cuscinetto è un paese che sorge tra due grandi potenze rivali o potenzialmente ostili, la cui esistenza è ideata e pianificata per cercare di evitare un conflitto aperto tra le potenze maggiori. Gli Stati cuscinetto, quando sono veramente indipendenti, perseguono una politica di neutralismo, che li distingue dagli Stati satelliti. La concezione degli Stati cuscinetto fa parte della teoria del bilanciamento dei poteri, che subentrò nelle diplomazie europee nel XVII secolo. Nel XIX secolo, la manipolazione di Stati cuscinetto come l'Afghanistan e gli emirati dell'Asia centrale fu un elemento molto importante nella politica seguita dalla Gran Bretagna e dalla Russia zarista per il controllo dei passi montani che conducevano all'India britannica.

## Esempi di Stati cuscinetto

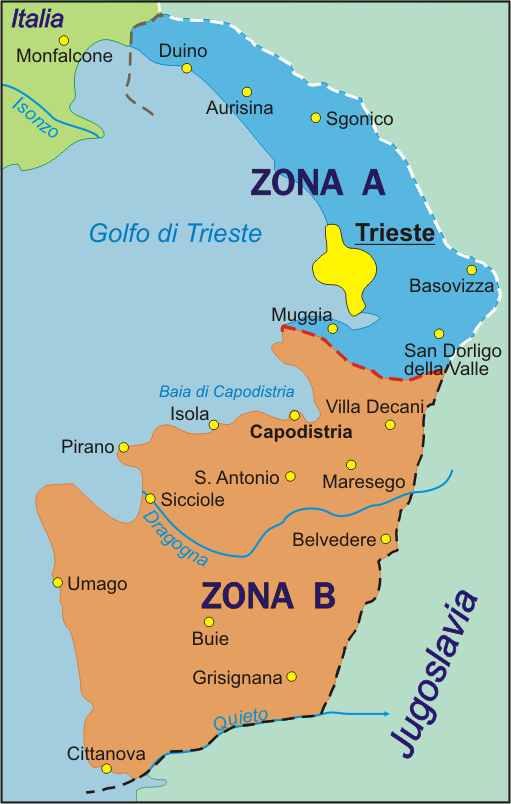
Il Territorio Libero di Trieste, non appartenente né alla Jugoslavia né all’Italia. Nella zona A aveva sede l’amministrazione militare anglo-statunitense; nella zona B,
l’amministrazione militare jugoslava tramite l'Armata Popolare Jugoslava

### America
- La Bolivia è stata creata dalla Gran Colombia come cuscinetto tra Perù e Argentina durante la questione dell'Alto Perù.[4]
- L'Uruguay funse da zona cuscinetto demilitarizzata tra l'Argentina e l'Impero del Brasile durante l'inizio del periodo dell'indipendenza nel Sudamerica;[5]
- Il Paraguay, fu mantenuto dopo la fine della guerra del Paraguay nel 1870, come cuscinetto che separa l'Argentina e il Brasile.
- La Georgia, una colonia fondata dalla Gran Bretagna nel 1732 come cuscinetto tra le sue altre colonie lungo la costa atlantica del Nord America e la Florida spagnola.[6]
- L'Ecuador fungeva da "stato cuscinetto" tra Colombia e Perù, che aveva un'estensione e una forza militare maggiori e combatté una guerra negli anni '20 dell'Ottocento in quello che oggi è l'Ecuador.
- Stati cuscinetto fra Unione e Confederazione;[7][8]

### Asia
- Diversi stati cuscinetto hanno svolto ruoli importanti durante le guerre romano-persiane (66 a.C. - 628 d.C.).  L'Armenia era un cuscinetto spesso conteso tra l'Impero Romano (così come il successivo Impero Bizantino) e i vari stati persiani.
- La Corea del Nord durante e dopo la guerra fredda, che alcuni analisti vedono come stato cuscinetto tra la Cina e le forze statunitensi nella Corea del Sud;[9][10]
- La Manciuria era uno stato cuscinetto filo-giapponese tra l'Impero Giapponese, l'Unione Sovietica e la Repubblica di Cina durante la seconda guerra mondiale.
- La Thailandia durante il periodo coloniale, come cuscinetto tra l'India (Birmania) e l'Indocina francese;[11]
- La Corea fungeva da zona cuscinetto tra le crescenti superpotenze del Giappone imperiale e dell'Impero russo.
- La Repubblica dell'Estremo Oriente creata dai bolscevichi per non confinare con i territori giapponesi;[12]
- L'Afghanistan era uno stato cuscinetto tra l'Impero britannico, che governava gran parte dell'Asia meridionale, e l'Impero russo, che governava gran parte dell'Asia centrale, durante i "conflitti" anglo-russi del 19º secolo. Successivamente, il corridoio Wakhan ha esteso il confine verso est fino al confine cinese.[13]
- Le nazioni himalayane del Nepal,  Bhutan e  Sikkim erano stati cuscinetto tra l'Impero britannico e la Cina. Più tardi, nella guerra sino-indiana del 1962, divennero cuscinetti tra Cina e India mentre le due potenze combattevano lungo i loro confini.
- La Mongolia, tra la Repubblica popolare cinese e la Russia;[14]
- Il Libano è uno stato cuscinetto tra Israele e Siria.
- L'Iraq e  Il Bahrain sono stati cuscinetti tra Iran e Arabia Saudita.[15][16]
- Il Consiglio autonomo dell'Hebei orientale funse da zona cuscinetto demilitarizzata tra l'Impero giapponese e la Repubblica di Cina negli anni '30.[17]

### Africa
- Il Marocco fungeva da stato cuscinetto tra l'Impero Ottomano, la Spagna e il Portogallo nel XVI secolo.[18]

- Il protettorato del Bechuanaland, oggi noto come  Botswana fu inizialmente creato dall'Impero britannico come cuscinetto tra l'Impero britannico e le due repubbliche boere dello Stato libero dell'Orange e della Repubblica del Transvaal fino alla seconda guerra boera.[19]

### Europa
- Il Territorio Libero di Trieste, dal 1947 al 1954 tra l'Italia e l'ex Iugoslavia per evitare rivendicazioni territoriali che potessero portare a interventi militari;[20]
- Il Regno Unito dei Paesi Bassi, composto dall'odierno Belgio e Paesi Bassi, fu creato dal Congresso di Vienna nel 1815 per mantenere la pace tra Francia, Prussia e Regno Unito. Il regno è esistito per 15 anni fino alla rivoluzione belga.
- La Seconda Repubblica di Polonia dopo la prima guerra mondiale, tra la Germania e l'Unione Sovietica;[21]
- Gli stati neutrali come l'Austria, la Svezia, la Svizzera e la Finlandia erano stati cuscinetto durante la guerra fredda;[22]
- Il Belgio precedentemente alla prima guerra mondiale fungeva da cuscinetto tra Regno Unito, Francia e Germania;[23]
- La Renania servì come zona demilitarizzata tra la Francia e la Germania nel dopoguerra della prima guerra mondiale. C'era il tentativo francese di creare una repubblica renana;[24]
- Il Beilicato dei Dulqadiridi tra Impero ottomano e Sultanato mamelucco tra XIV e XV secolo. Sempre con riguardo all’Impero turco, tra la Repubblica di Venezia e le aree centro-meridionali dei Balcani fu costituita la Repubblica di Ragusa;
- Il Regno di Sardegna, che dopo il Congresso di Vienna era utile per arginare un eventuale tentativo d'espansione della Francia, appena uscita dal periodo napoleonico, nella penisola italiana;[25]
- La Lituania Centrale, la quale costituì uno staterello creato tra Seconda Repubblica di Polonia, Repubblica lituana e URSS nel 1920;[26]

L'invasione di uno Stato cuscinetto da parte di una delle potenze circondanti avviene spesso nelle guerre tra i poteri forti.